# Turkménistan aux Jeux olympiques d'été de 2016
Le Turkménistan participe aux Jeux olympiques d'été de 2016 à Rio de Janeiro, au Brésil. Il s'agit de sa 6e participation aux Jeux olympiques d'été.

## Athlétisme

### Homme

#### Concours
| Athlètes           | Compétitions      | Série    | Série | Finale   | Finale  |
| ------------------ | ----------------- | -------- | ----- | -------- | ------- |
| Athlètes           | Compétitions      | Résultat | Rang  | Résultat | Rang    |
| Amanmurad Hommadov | Lancer du marteau | 61,99 m  | 30e   | Éliminé  | Éliminé |

### Femme

#### Course
| Athlètes       | Compétitions | Série   | Série | Demi-finales | Demi-finales | Finale   | Finale   |
| -------------- | ------------ | ------- | ----- | ------------ | ------------ | -------- | -------- |
| Athlètes       | Compétitions | Temps   | Rang  | Temps        | Rang         | Temps    | Rang     |
| Yelena Ryabova | 200 mètres   | 25 s 45 | 8e    | Éliminée     | Éliminée     | Éliminée | Éliminée |
|                |              |         |       |              |              |          |          |